# Lotto-Eddy Merckx/1987
Deze pagina geeft een overzicht van de Lotto-Eddy Merckx wielerploeg in  1987.

## Algemene gegevens
Sponsors: Belgische Nationale Loterij, Eddy Merckx
Ploegleiders: Walter Godefroot, Patrick Lefevere
Fietsmerk: Eddy Merckx

## Renners
| Naam                    | Geboortedatum | Nationaliteit | Ploeg 1986            |
| ----------------------- | ------------- | ------------- | --------------------- |
| Carlo Bomans            | 10-06-1963    | België        |                       |
| Michel Dernies          | 06-01-1961    | België        |                       |
| Jan Goessens            | 20-10-1962    | België        |                       |
| Jozef Lieckens          | 26-03-1959    | België        |                       |
| André Lurquin           | 27-08-1961    | België        |                       |
| Rik Mannaerts           | 06-05-1964    | België        |                       |
| Jan Nevens              | 26-08-1958    | België        |                       |
| Peter Roes              | 04-05-1964    | België        | Neoprof               |
| Marc Sergeant           | 16-08-1959    | België        |                       |
| Frank Van De Vijver     | 12-11-1962    | België        |                       |
| Geert Van De Walle      | 06-12-1965    | België        |                       |
| Willem Van Eynde        | 24-07-1960    | België        |                       |
| Benjamin Van Itterbeeck | 16-04-1964    | België        |                       |
| Koen Vekemans           | 18-11-1966    | België        | Neoprof               |
| Rudy Verdonck           | 07-08-1965    | België        | Neoprof               |
| Willem Wijnant          | 16-07-1961    | België        | TeVe-Blad-Eddy Merckx |
| Ludwig Willems          | 07-02-1966    | België        | Neoprof               |

## Overwinningen
| Ronde van België 5e etappe: Koen Vekemans Ronde van Frankrijk 5e etappe: Marc Sergeant Binche-Doornik-Binche Willem Van Eynde Profronde van Almelo Marc Sergeant |

1985 · 1986 · 1987 · 1988 · 1989 · 1990 · 1991 · 1992 · 1993 · 1994 · 1995 · 1996 · 1997 · 1998 · 1999 · 2000 · 2001 · 2002 · 2003 · 2004 · 2005 · 2006 · 2007 · 2008 · 2009 · 2010 · 2011 · 2012 · 2013 · 2014 · 2015 · 2016 · 2017 · 2018 · 2019 · 2020 · 2021 · 2022 · 2023 · 2024 · 2025